# Slag aan de Adda
De Slag aan de Adda vond plaats op 11 augustus 490, aan de rivier de Adda, in Noord-Italië, tussen het leger van de Ostrogoten onder leiding van Theodorik en het Germaanse huurlingenleger van Odoaker. Het was de derde veldslag van de Ostrogoten in Italië en werd door Theodorik gewonnen.

## De veldslag
Nadat de Ostrogoten door het tegenoffensief van Odoaker teruggedrongen werden naar Tessin, leverde Theodorik voor de derde keer slag tegen Odoaker. Ten oosten van Milaan, aan de rivier de Adda, raakten de legers slaags en behaalde Theodorik een moeizame overwinning.
In de slag sneuvelde Pierius, een Romeinse generaal, in dienst van Odoaker, waaruit blijkt dat Odoaker getrouwe aanhangers had gevonden bij de Romeinse elite.
Na de nederlaag trok Odoaker zich terug in Ravenna, waarna een driejarig beleg volgde. Door middel van een list viel Odoaker in handen van de Ostrogoten en werd hij vermoord.